# Napoleonville
Napoleonville ist eine Gemeinde (mit dem Status „Village“) und Verwaltungssitz des Assumption Parish im US-amerikanischen Bundesstaat Louisiana. Das U.S. Census Bureau hat bei der Volkszählung 2020 eine Einwohnerzahl von 540 ermittelt.

## Geografie
Napoleonville liegt im mittleren Südosten Louisianas. Der Ort liegt am südwestlichen Ufer des Bayou Lafourche, einem früheren Mündungsarm des Mississippi. Die geografischen Koordinaten von Napoleonville sind 29°56′26″ nördlicher Breite und 91°01′29″ westlicher Länge. Das Stadtgebiet erstreckt sich über eine Fläche von 0,4 km².
Benachbarte Orte von Napoleonville sind Plattenville (6,2 km nördlich) und Supreme (11,1 km südsüdöstlich), die ebenfalls am Bayou Lafourche liegen.
Die nächstgelegenen größeren Städte sind Louisianas Hauptstadt Baton Rouge (77 km nördlich) und Louisianas größte Stadt New Orleans (121 km östlich) und Lafayette (162 km westnordwestlich).

## Verkehr
Der am Bayou Lafourche entlangführende Louisiana Highway 1 ist die Hauptstraße von Napoleonville. In der Ortsmitte führt eine Brücke über den Bayou. Der Louisiana Highway 401 zweigt vom LA 1 ab, verläuft als Canal Road durch die Stadt und verlässt diese in südwestlicher Richtung. Alle weiteren Straßen sind untergeordnete Landstraßen, teils unbefestigte Fahrwege sowie innerstädtische Verbindungsstraßen.
Die nächsten Flughäfen sind der Lafayette Regional Airport (160 km westnordwestlich), der Baton Rouge Metropolitan Airport (89,8 km nördlich) und der größere Louis Armstrong New Orleans International Airport (101 km östlich).

## Bevölkerung
Nach der Volkszählung im Jahr 2010 lebten in Napoleonville 660 Menschen in 249 Haushalten. Die Bevölkerungsdichte betrug 1650 Einwohner pro Quadratkilometer. In den 249 Haushalten lebten statistisch je 2,65 Personen.
Ethnisch betrachtet setzte sich die Bevölkerung zusammen aus 18,0 Prozent Weißen, 80,9 Prozent Afroamerikanern sowie 0,2 Prozent aus anderen ethnischen Gruppen; 0,9 Prozent stammten von zwei oder mehr Ethnien ab. Unabhängig von der ethnischen Zugehörigkeit waren 0,2 Prozent der Bevölkerung spanischer oder lateinamerikanischer Abstammung.
25,2 Prozent der Bevölkerung waren unter 18 Jahre alt, 61,2 Prozent waren zwischen 18 und 64 und 13,6 Prozent waren 65 Jahre oder älter. 53,8 Prozent der Bevölkerung war weiblich.

Das mittlere jährliche Einkommen eines Haushalts lag bei 23.750 USD. Das Pro-Kopf-Einkommen betrug 14.730 USD. 35,1 Prozent der Einwohner lebten unterhalb der Armutsgrenze.

## Bekannte Bewohner
- Papa Celestin (1884–1954) – Jazz-Trompeter – geboren in Napoleonville
- Walter Guion (1849–1927) – demokratischer US-Senator[7] – praktizierte mehrere Jahre als Anwalt in Napoleonville
- Whitmell P. Martin (1867–1929) – von 1915 bis 1929 demokratischer Abgeordneter des US-Repräsentantenhauses[8] – geboren und aufgewachsen in Napoleonville
- Charlie Melancon (* 1947) – von 2005 bis 2011 demokratischer Abgeordneter des US-Repräsentantenhauses[9] – geboren und  aufgewachsen in Napoleonville
- Louis Nelson (1902–1990) – Posaunist – aufgewachsen in Napoleonville
- Harrison Verrett (1907–1965), Jazzmusiker

## Städtepartnerschaft
Seit 1989 besteht eine Städtepartnerschaft zwischen Napoleonville und der französischen Stadt Pontivy, die zeitweise ebenfalls Napoleonville  hieß.